# مالنتین
مالنتین (به آلمانی: Mallentin) یک منطقهٔ مسکونی در آلمان است که در Stepenitztal واقع شده‌است. مالنتین ۷۱۹ نفر جمعیت دارد.